# 肇東市
肇東市（ちょうとう-し）は中華人民共和国黒竜江省綏化市に位置する県級市。

## 歴史
県名は肇州県の東辺にあることに由来する。
1912年（民国元年）に設置された昌五設治局を前身とする。1913年（民国2年）10月に肇東設治局と改称され、同年12月に肇東県と改編された。1986年に県級市の肇東市と改編され現在に至る。

## 行政区画
4街道、12鎮、9郷を管轄：
- 街道：朝陽区街道、東升区街道、西園区街道、正陽区街道
- 鎮：肇東鎮、昌五鎮、宋站鎮、五站鎮、尚家鎮、姜家鎮、里木店鎮、四站鎮、澇洲鎮、五里明鎮、黎明鎮、西八里鎮
- 郷：太平郷、海城郷、向陽郷、洪河郷、躍進郷、徳昌郷、宣化郷、安民郷、明久郷

## 交通

### 鉄道
- 中国国家鉄路集団
  - 中国鉄路ハルビン局集団公司
    - 哈斉旅客専用線（ハルビン方面）- 肇東駅 -（チチハル方面）
    - 浜洲線（ハルビン方面）- 里木店駅 - 姜家駅 - 肇東駅 - 尚家駅 - 宋駅 -（満洲里方面）

### 道路
- 高速道路
  - 綏満高速道路
- 国道
  -  G301国道

## 健康・医療・衛生
- 肇東市工人医院
- 肇東市婦幼保健院
- 肇東市黎明衛生院

## 名所・旧跡・観光スポット
- 八里城遺跡（中国語版）